# Svetlana Grigorjeva
Svetlana Grigorjeva (Светлана Григорьева) (19. ožujka 1983., Volgodonsk) je ruska hokejašica na travi. Igra na mjestu napadačice.
Svojim igrama je izborila mjesto u ruskoj izabranoj vrsti.

## Sudjelovanja na velikim natjecanjima
- 2002.: Champions Challenge u Johannesburgu, 6. mjesto
- 2004.: izlučna natjecanja za OI: 9.

## Vanjske poveznice
- (rus.) ВолгаТелеком  Arhivirana inačica izvorne stranice od 26. kolovoza 2007. (Wayback Machine)  Светлана Григорьева